# Republic (издание)
Republic — российское интернет-издание. Входит в один медиахолдинг с телеканалом «Дождь» и журналом «Большой город». До ноября 2016 года сайт назывался Slon (Slon Magazine).

## История
Сайт Slon.ru был запущен в мае 2009 года командой журналистов (среди них: Ольга Романова) под руководством Леонида Бершидского. Инвесторами выступили бывший владелец банка «КИТ Финанс» Александр Винокуров и Наталья Синдеева.
В феврале 2011 года сайт покинул основатель и главный редактор Леонид Бершидский.
В марте 2011 года генеральным директором сайта стал бывший главный редактор Forbes Максим Кашулинский, главным редактором — Юрий Сапрыкин. В августе 2011 года Юрий Сапрыкин ушёл с поста, ему на смену пришёл Андрей Горянов, до этого руководивший журналом «Финанс». В сентябре 2011 года сайт сменил дизайн и логотип.
С мая 2009 года на сайте базировался «Бутырка-блог» — дневник заключённого Алексея Козлова.
Рубрики «МВА за минуту», ежедневный обзор «О чём говорят этим утром» и «График дня».
В день выборов в Государственную Думу РФ 4 декабря 2011 года наряду с изданием The New Times подвергся DDos-атаке.
В декабре 2014 года генеральным директором стал Александр Винокуров, а главным редактором — Максим Кашулинский.
С середины 2014 года введена платная подписка. «Все аналитические статьи, большинство интервью и расследований будут доступны только подписчикам», — заявил Максим Кашулинский.
В августе 2016 года редакцию возглавила бывший заместитель главреда РБК Ирина Малкова.
17 октября 2016 года руководитель портала Максим Кашулинский заявил, что издание Slon будет переименовано в Republic и переедет на новый домен, а также рассказал о «сильном изменении» дизайна сайта и сохранении прежней бизнес-модели. О планах сменить название Александр Винокуров заявлял ещё в декабре 2015 года.
В июне 2021 года главным редактором издания стал Дмитрий Колезев.
15 октября 2021 года Министерство юстиции России внесло ООО «Москоу диджитал медиа», учредителя издания, в реестр СМИ — «иностранных агентов». Генеральный директор издания Дмитрий Колезев сообщил, что никакого иностранного финансирования у издания нет, поскольку оно существует только на пожертвования читателей, а также назвал это «преследованием». При этом он выразил готовность выполнять требования, предусматриваемые законом к СМИ — «иностранным агентам». Поводом для включения в список ведомство посчитало деньги с платной подписки, полученные от посольств и корпунктов иностранных изданий (14 800 руб. для юридических лиц, общая сумма составила 178,5 тысяч рублей за два года или около 0,18 % от выручки за этот период) и распространение или цитирование материалов других СМИ, признанных «иноагентами»: Радио Свобода, VTimes, «Первое антикоррупционное СМИ», «Медуза». К причинам для внесения в реестр отнесли также комментарии СМИ-физлиц-«иноагентов» Льва Пономарёва, Юлии Ярош и Романа Баданина.
В декабре 2021 года член партии Яблоко, филолог Александр Кобринский подал на журналистку издания Римму Поляк заявление в полицию о клевете. Претензии вызвал текст «Эффект Кобринского: старое „Яблоко“ и новая этика», в котором рассказывалось о реакции партии на обвинения Кобринского в сексуальных домогательствах. В феврале 2022 года, после переговоров сторон, издание внесло в статью правки. Кобринский заявил о прекращении действий по уголовному преследованию журналистки и об отказе подачи иска в суд на издание. Однако Римма Поляк сообщила, что заявление Кобринского уже было передано из полиции в Следственный комитет, где решается вопрос о возбуждении дела в её отношении.
3 марта 2022 года Колезев уехал из России, аргументировав это тем, что «государство считает людей, подобных мне, „нежелательными“». После принятия закона о «фейках» про российских военных, 4 марта под давлением цензуры в издании заявили об удалении отдельных материалов о вторжении России на Украину, отказавшись также от новостного освещения событий. 6 марта Роскомнадзор заблокировал сайт издания.
24 мая 2024 года Дмитрий Колезев объявил о том, что покинул пост главного редактора издания. Свой уход журналист связал с желанием посвятить освободившееся время на развитие собственного YouTube-канала. Через неделю, а именно 31 мая 2024 года, издание было исключено из реестра иностранных агентов в связи «с утратой признаков иностранного агента».

## Награды
В 2010 году сайт получил премию РОТОР как лучший информационный сайт года.
В 2010 году «Бутырка-блог» Алексея Козлова участвовал в конкурсе премии The BOBs (The Best of Blogs), который проводит ежегодно Deutsche Welle. По результатам онлайн-голосования пользователи признали его лучшим в номинации «лучший блог года на русском языке».
В январе 2017 года Сирануш Шароян получила журналистскую премию «Редколлегия» за статью «Чёрная касса. Как за 25 лет из страны вывели триллион долларов».